# Жигулёвская ГЭС
Жигулёвская ГЭС (ранее Куйбышевская ГЭС, с 1958 по 2004 год — Волжская ГЭС имени Ленина) — гидроэлектростанция на реке Волге в Самарской области, между городами Жигулёвском и Тольятти. Входит в Волжско-Камский каскад ГЭС, являясь шестой ступенью каскада ГЭС на Волге. Вторая по мощности гидроэлектростанция в Европе, в 1957—1960 годах была крупнейшей ГЭС в мире. Помимо выработки электроэнергии, обеспечивает крупнотоннажное судоходство, водоснабжение, защиту от наводнений. Водохранилище Жигулёвской ГЭС является основным регулирующим водохранилищем Волжско-Камского каскада. Собственником Жигулёвской ГЭС (за исключением судоходных шлюзов) является ПАО «РусГидро».

## Конструкция станции
Жигулёвская ГЭС представляет собой низконапорную русловую гидроэлектростанцию (здание ГЭС входит в состав напорного фронта). Сооружения гидроэлектростанции имеют I класс капитальности и включают в себя земляную плотину с сопрягающими дамбами, здание ГЭС с донными водосбросами и сороудерживающим сооружением, водосбросную плотину, судоходные шлюзы с дамбами и подходными каналами, ОРУ 110, 220 и 500 кВ. По сооружениям ГЭС проложены автомобильная и железная дороги. Установленная мощность электростанции — 2488 МВт, проектная среднегодовая выработка электроэнергии — 10 900 млн кВт·ч, фактическая среднегодовая выработка — 10 370 млн кВт·ч.

### Земляная плотина
Земляная плотина расположена между зданием ГЭС и водосбросной плотиной, её длина составляет 2802,5 м, максимальная высота — 45 м, ширина по гребню — 85 м, объём — 28,5 млн м³. Плотина делится на русловую часть длиной 1301,5 м и пойменную часть длиной 1501 м, в районе сопряжений с со зданием ГЭС и водосбросной плотины с помощью дамб (имеющих № 43, 49, 50 и 53) устроены уширения, на одном из которых расположено распределительное устройство напряжением 220 кВ. Земляная плотина намыта из мелкозернистых песков, со стороны нижнего бьефа расположен каменный банкет (дренажная призма). Верховой откос плотины защищён от размывания волнами железобетонными плитами толщиной 0,5 м и каменной наброской, низовой откос закреплён слоем щебня толщиной 0,2 м. Противофильтрационные устройства представлены расположенным в нижнем бьефе в зоне переменного уровня трёхслойным фильтром толщиной 0,9 м с каменной пригрузкой толщиной 1 м, в основании которого размещена железобетонная дренажная галерея сечением 1,6×0,8 м с пятью водовыпусками.

### Водосбросная плотина
Водосбросная плотина гравитационная бетонная, длиной 981,2 м, шириной 53 м, высотой 40,15 м, в плотину уложено 2,267 млн м³ бетона. Конструктивно плотина разделяется на водосливную часть, понур, водобой и рисберму. Водосливная часть состоит из 19 секций, в том числе 17 типовых длиной по 52 м и две береговых длиной по 62,6 м. В теле плотины проложена потерна размерами 2,5×3,5 м, служащая для отвода профильтровавшейся воды и размещения контрольно-измерительной аппаратуры. Водосливной фронт плотины состоит из 38 пролётов по 20 м каждый, перекрываемых плоскими затворами. Оперирование затворами производится тремя козловыми кранами грузоподъёмностью 2×125 т. При нормальном подпорном уровне (НПУ) пропускная способность плотины составляет 38 000 м³/с. Общая пропускная способность гидроузла (с учётом пропуска воды через донные водосбросы здания ГЭС и турбины) составляет при НПУ 70 006 м³/с, при форсированном подпорном уровне (ФПУ) — 75 574 м³/с.
Для удлинения пути фильтрационного потока со стороны верхнего бьефа устроен анкерный понур длиной 45 м, имеющий сложную конструкцию: железобетонная плита толщиной 40 см, перекрытая двумя слоями битумных матов, над которыми расположен защитный слой бетона толщиной 23 см, слой суглинка толщиной 2 м, пригрузка из песка толщиной 11 м, защищённая от размыва железобетонными плитами толщиной 25—75 см. Для защиты понура от подмыва перед ним устроен ковш, заполненный камнем. Энергия сбрасываемой воды гасится на водобое, состоящем из двух частей длиной 55 и 40 м соответственно. Первая часть представляет собой железобетонную плиту толщиной от 5 до 6,5 м, на которой расположены в шахматном порядке два ряда гасителей в виде четырёхгранных усечённых пирамид высотой 2 и 2,5 м, а также сплошная водобойная стенка. Вторая часть представляет собой железобетонную плиту толщиной 4,5 м с водобойной стенкой в конце. Водобой имеет собственную противофильтрационную систему из обратного фильтра толщиной 1 м, дренажных скважин и дренажных колодцев. За водобоем расположена рисберма, состоящая из горизонтального участка (длина 50 м, толщина плит 2 м) и наклонного участка (толщина плит 1 м). Рисберма заканчивается ковшом шириной по дну 40 м, заполненным камнем.

### Здание ГЭС
Здание ГЭС руслового типа (воспринимает напор воды), совмещено с донными водосбросами. Длина здания — 600 м, ширина 100 м, высота (от нижней части фундамента) — 81,1 м. Конструктивно здание ГЭС выполнено из монолитного железобетона (всего уложено 2,978 млн м³), разделяется на 10 секций. В каждой секции расположены по два агрегата и по четыре донных водосброса, итого на ГЭС имеется 40 донных водосбросов, перекрываемых плоскими аварийно-ремонтными и ремонтными затворами. Пропускная способность водосбросов при нормальном подпорном уровне водохранилища составляет 18 400 м³/с. Кроме того, в левобережном устое расположен грязеспуск пропускной способностью 315 м³/с, перекрываемый плоским затвором. Для оперирования затворами со стороны нижнего бьефа имеются два козловых крана грузоподъёмностью 2×125 т, со стороны верхнего бьефа — два мостовых крана грузоподъёмностью 2×200 т. Со стороны верхнего бьефа по зданию ГЭС проложена двухпутная железная дорога.
Со стороны нижнего бьефа к основному массиву здания ГЭС примыкает пристройка, по которой проложена автодорога; фундаментная плита пристройки длиной 29,71 м служит водобоем. За водобоем расположена рисберма длиной 159,5 м, на которой происходит окончательное гашение энергии потока воды, проходящей через турбины и донные водосбросы. Со стороны верхнего бьефа на расстоянии 60 м перед зданием ГЭС расположено сороудерживающее сооружение с сороудерживающими решётками, оперирование которыми производится с помощью козловых кранов грузоподъёмностью 2×125 т. Противофильтрационная система здания ГЭС включает в себя понур длиной 33 м (перед сороудерживающим сооружением) и дренажную систему из горизонтального и вертикального дренажа.
В машинном зале ГЭС установлены 20 вертикальных гидроагрегатов: 16 по 125,5 МВт и 4 по 120 МВт. Гидроагрегаты оборудованы поворотно-лопастными турбинами ПЛ 30/587-В-930 (4 шт.) и ПЛ 30/877-В-930 (16 шт.), работающими на расчётном напоре 21 м (изначально на станции было установлено 20 турбин ПЛ 587-ВБ-930). Диаметр рабочего колеса турбин — 9,3 м, пропускная способность 650—680 м³/с. Турбины произведены Ленинградским металлическим заводом. Турбины приводят в действие гидрогенераторы СВ 1500/200-88 мощностью 125,5 МВт, производства завода «Электросила». Сборка/разборка гидроагрегатов производится при помощи двух мостовых кранов грузоподъёмностью 450 т. Водоводы и отсасывающие трубы гидроагрегатов оборудованы плоскими ремонтными затворами. Вход в спиральную камеру перекрывается плоскими аварийными затворами, оперирование которыми производится при помощи гидроподъёмников.
- Сооружения и оборудование Жигулевской ГЭС
- Здание ГЭС с верхнего бьефа и сороудерживающее сооружение
- Машинный зал
- Козловые краны
- Распределительное устройство

### Схема выдачи мощности
Гидроагрегаты выдают электроэнергию на напряжении 13,8 кВ на однофазные трансформаторы и автотрансформаторы, расположенные на здании ГЭС со стороны нижнего бьефа. Всего имеется 8 групп трансформаторов и автотрансформаторов: одна группа автотрансформаторов АОРЦТ-90000/220/110 (3 шт.), одна группа автотрансформаторов АОРЦТ-135000/500/110 (3 шт.), три группы автотрансформаторов АОРЦТ-135000/500/220 (9 шт.), три группы трансформаторов ОРЦ-135000/500 (9 шт.). Станция имеет три открытых распределительных устройства (ОРУ) напряжением 110, 220 и 500 кВ. ОРУ 500 кВ расположено на правом берегу, оборудовано 24 элегазовыми выключателями. ОРУ 220 кВ расположено на уширении земляной плотины, оборудовано 13 элегазовыми выключателями. ОРУ 110 кВ расположено на правом берегу, оборудовано 13 элегазовыми выключателями. Электроэнергия Жигулёвской ГЭС выдаётся в энергосистему по следующим линиям электропередачи:
- ВЛ 500 кВ Жигулёвская ГЭС — ПС «Куйбышевская»
- ВЛ 500 кВ Жигулёвская ГЭС — ПС «Азот»
- ВЛ 500 кВ Жигулёвская ГЭС — ПС «Вешкайма» (южная)
- ВЛ 500 кВ Жигулёвская ГЭС — ПС «Вешкайма» (северная)
- ВЛ 220 кВ Жигулёвская ГЭС — ПС «Сызрань» I цепь
- ВЛ 220 кВ Жигулёвская ГЭС — ПС «Сызрань» II цепь
- ВЛ 220 кВ Жигулёвская ГЭС — ПС «КС-22»
- ВЛ 220 кВ Жигулёвская ГЭС — ПС «Солнечная»
- ВЛ 220 кВ Жигулёвская ГЭС — ПС «Левобережная» I цепь
- ВЛ 220 кВ Жигулёвская ГЭС — ПС «Левобережная» II цепь
- ВЛ 110 кВ Жигулёвская ГЭС — ПС «Цементная» I цепь с отпайкой на ПС «Жигулёвская» (Цементная-1)
- ВЛ 110 кВ Жигулёвская ГЭС — ПС «Цементная» II цепь с отпайкой на ПС «Жигулёвская» (Цементная-2)
- ВЛ 110 кВ Жигулёвская ГЭС — ПС «Услада» с отпайкой на ПС «Отвага»
- ВЛ 110 кВ Жигулёвская ГЭС — ПС «Переволоки» с отпайкой на ПС «Отвага»
- ВЛ 110 кВ Жигулёвская ГЭС — ПС «Зольное» с отпайками (Жигулёвск-Зольное)
- ВЛ 110 кВ Жигулёвская ГЭС — ПС «ЖЭТЗ» (Комсомольская-1)
- ВЛ 110 кВ Жигулёвская ГЭС — ПС «Александровка» (Александровка-2)

### Судоходные шлюзы
Для пропуска через гидроузел речных судов используется каскад из двух однокамерных двухниточных судоходных шлюзов, расположенных на левом берегу. Шлюзы разделены промежуточным бьефом протяженностью 3,8 км. В системе внутренних водных путей камеры верхнего шлюза (находящегося на уровне ГЭС) имеют номера 21 и 22, а камеры нижнего — 23 и 24. Шлюзовые камеры железобетонные доковой конструкции, длина каждой камеры — 290 м, ширина — 30 м. Система наполнения камеры — распределительная, состоит из трёх продольных галерей, проложенных в днище камеры. Время наполнения или опорожнения каждой камеры — 8 минут, в шлюзы уложено 637,8 тыс. м³ бетона. Помимо камер, в состав судопропускных сооружений входят верхний и нижний подходные каналы с ограждающими дамбами, волнозащитная дамба аванпорта, направляющие и причальные сооружения. Через верхние головы шлюзов проложены путепроводы автомобильной и железной дорог. Судоходные шлюзы принадлежат Самарскому району гидротехнических сооружений и судоходства — филиалу ФГУ «Волжское Государственное бассейновое управление водных путей и судоходства».

### Водохранилище
Напорные сооружения ГЭС образуют крупное (самое большое в Европе) Куйбышевское водохранилище. Площадь водохранилища при нормальном подпорном уровне 6150 км², длина 680 км, максимальная ширина 27 км, максимальная глубина 32 м. Полная и полезная ёмкость водохранилища составляет 57,3 и 23,4 км³ соответственно, что позволяет осуществлять сезонное регулирование стока (водохранилище позволяет аккумулировать сток в половодье и срабатывать его в маловодный период). Отметка нормального подпорного уровня водохранилища составляет 53 м над уровнем моря (по Балтийской системе высот), форсированного подпорного уровня — 55,3 м, уровня мёртвого объёма — 45,5 м.

## Последствия создания Жигулёвской ГЭС

### Экономическое значение
Жигулёвская ГЭС является второй по мощности (после Волжской ГЭС) гидроэлектростанцией в Европейской части России (и в целом в Европе). Всего за период эксплуатации Жигулёвская ГЭС выработала более 700 млрд кВт·ч дешёвой возобновляемой электроэнергии. Строительство станции сыграло решающую роль в объединении энергосистем Центра, Поволжья и Урала, с линий электропередачи Волжской и Жигулёвской ГЭС началось формирование Единой энергосистемы России. Благодаря своим маневренным мощностям, Жигулёвская ГЭС имеет большое значение для обеспечения надёжной работы единой энергосистемы, станция участвует в покрытии пиковых нагрузок и регулировании частоты в энергосистеме страны. Обладая крупнейшим в каскаде водохранилищем, Жигулёвский гидроузел регулирует сток воды в Волге, повышая выработку электроэнергии на нижележащих Саратовской и Волжской ГЭС.
| 2006  | 2007   | 2008   | 2009   | 2010  | 2011  | 2012   | 2013   | 2014   | 2015   | 2016   | 2017   | 2018   | 2019   | 2020  | 2021 | 2022  |
| ----- | ------ | ------ | ------ | ----- | ----- | ------ | ------ | ------ | ------ | ------ | ------ | ------ | ------ | ----- | ---- | ----- |
| 9 586 | 11 742 | 10 723 | 10 765 | 9 024 | 8 800 | 10 339 | 11 705 | 10 484 | 10 398 | 10 671 | 11 815 | 12 525 | 11 048 | 13161 | 9751 | 10290 |

Куйбышевское водохранилище активно используется в интересах речного транспорта, являясь частью Единой глубоководной системы Европейской части Российской Федерации. Благодаря созданию водохранилища и обеспечению повышенных судоходных пропусков в период навигации, Жигулёвская ГЭС обеспечивает глубину не менее 4 м и создаёт условия для крупнотоннажного судоходства на участке Волги от Новочебоксарска до Тольятти, а также улучшает условия судоходства ниже Волгоградского гидроузла вплоть до Астрахани. По сооружениям гидроузла проложены переходы для железнодорожного и автодорожного транспорта, что обеспечивает кратчайшую связь районов Поволжья между собой. Жигулёвская ГЭС является единственным железнодорожным переходом на участке Волги от Ульяновска до Сызрани, а также единственным автодорожным переходом на участке от Ульяновска до Балаково. Автодорожный переход сильно перегружен, в связи с чем в 2019 году начато строительство моста через Куйбышевское водохранилище у с. Климовка.
Куйбышевское водохранилище обеспечивает водоснабжение большого количества населённых пунктов, включая такие крупные города, как Тольятти, Ульяновск и Казань, а также промышленных предприятий. Являясь крупнейшим в каскаде, водохранилище обеспечивает защиту нижележащих территорий от наводнений (так, уровень Волги в створе Куйбышевского гидроузла в сильное половодье 1979 года был снижен на 1,9 м), имеет большое рыбохозяйственное (в 2018 году было выловлено 3769 тонны рыбы, без учёта любительского лова) и рекреационное значение, обеспечивает выполнение специального повышенного весеннего попуска в Нижнюю Волгу с целью обводнения Волго-Ахтубинской поймы и обеспечения нереста рыбы.
Жигулёвская ГЭС стала основой для формирования крупного Тольяттинско-Жигулёвского промышленного узла, включающего Волжский автомобильный завод, предприятия химической промышленности (Тольяттиазот, Куйбышевазот, Тольяттикаучук), Волжский завод цементного машиностроения и др. При строительстве этих предприятий активно использовались производственные мощности и инфраструктура, созданные при возведении Жигулёвской ГЭС, так с 1958 по 1965 год Куйбышевгидрострой сдал в эксплуатацию 303 промышленных объекта. Посёлок строителей ГЭС стал городом Жигулёвск с населением более 50 тыс. человек, а попавший в зону затопления и перенесённый на новое место г. Ставрополь-на-Волге с населением около 12 тысяч человек стал г. Тольятти с населением около 700 тыс. человек.
Создание крупнейшего Куйбышевского водохранилища привело к затоплению значительных земельных площадей. Всего было затоплено 587,3 тыс. га земель в Самарской, Ульяновской областях, Татарстане, Чувашии и Марий Эл, в том числе 55,3 тыс. га пашни, 208,3 тыс. га сенокосов и пастбищ, 188,2 тыс. га леса и кустарников. Потери сельского хозяйства от затопления земель компенсировались вводом в оборот новых угодий и повышением эффективности использования существующих, в частности путём орошения. Для защиты отдельных участков городов от затопления и берегопереработки были построены инженерные защиты в виде обвалования и берегоукрепления в Казани (только в этом городе было построено около 22 км дамб и свыше 50 км дренажей), Ульяновске, Зеленодольске, Чистополе, Волжске, Димитровграде и др..

### Социальные последствия
При создании Куйбышевского водохранилища было переселено около 134 тысяч человек (около 36 000 домовладений). Водохранилищем было затронуто в разной степени (полное или частичное затопление, подтопление, берегопереработка) 293 населённых пунктов, в подавляющем большинстве — сельских, всего из зоны затопления было перенесено 31 418 строений. Были полностью перенесены на новое место небольшие города Ставрополь (Ставрополь-на-Волге) и Куйбышев (Спасск-Татарский). Процесс переселения ускорил необратимое разрушение традиционного уклада жизни, сложившихся системы расселения и сельскохозяйственного производства.
В зоне затопления Куйбышевского водохранилища в 1938—1939 годах и в 1947—1957 годах были проведены крупномасштабные археологические работы силами специально созданной Институтом материальной культуры АН СССР Куйбышевской археологической экспедиции. Раскопками были охвачены около 600 объектов археологического наследия (стоянок, курганов, могильников, городищ) начиная с эпохи палеолита и заканчивая поздним средневековьем. В результате проведённых работ фонд археологических источников Поволжья был многократно (в десятки раз) увеличен.

### Экологические последствия
Как и другие, Жигулёвская ГЭС оказывает значительное отрицательное влияние на биоту реки, вызывая массовую гибель и травмирование рыб, получающих рубленые, колотые, и бариметрические повреждения при прохождении через турбины. Рыбы-сеголетки демонстрируют при прохождении турбин гибель в 88 % случаев, гибель зоопланктона варьируется, согласно различным источникам, от 75 до 90 %, хотя некоторыми исследователями называются и меньшие цифры.
По советским оценкам, суммарный ущерб, нанесённый гидростроительством и работой ГЭС, только осетровым Волго-Каспия, только от нарушений рыбохозяйственных попусков за период с 1959 по 1985 годы составил 143,1 млн тонн рыбной продукции.
Годовой объём теряемых биоресурсов, согласно отчёту «Оценка воздействия гидроагрегатов и водосбросов Жигулёвской ГЭС на водные биологические ресурсы и их среду обитания», составляет 1382 тонн. Для сравнения, промысловые запасы рыб на Нижегородском участке Горьковского водохранилища в 2013 году оцениваются в 2861 т.

## История строительства

### Проектирование
Первый проект гидроэлектростанции на Волге в районе Жигулёвских гор, предложенный инженером К. В. Богоявленским, датируется 1910 годом. Позднее к работе подключился инженер Г. М. Кржижановский. В результате проект гидроузла включал строительство гидроэлектростанции и плотины в Жигулях, а также электростанции, канала и шлюзов в Переволоках, с общей мощностью 588,4 тыс. кВт и стоимостью 130 млн рублей в ценах 1913 года. В 1913 году проект обсуждался на заседаниях Самарского отделения Русского технического общества, но до его реализации дело не дошло.
В советское время Богоявленский продолжил работу над проектом, сформировав в 1919 году группу специалистов по изучению возможности строительства гидроузла, которая просуществовала до 1929 года и подготовила хорошо проработанный проект, включающий строительство двух ГЭС — плотинной на основном русле Волги и деривационной в Переволоках (узком участке петли, которую Волга делает в районе Самары). В 1928 году свои расчёты по возможности строительства Жигулёвского гидроузла опубликовал профессор А. В. Чаплыгин, его проект предусматривал строительство деривационной ГЭС в Переволоках, энергия которой должна была использоваться для нужд систем орошения.
19 января 1929 году было образовано в научно-исследовательское бюро по изысканиям «Волгострой» при плановом отделе Средневолжского областного исполкома с участием в нём Богоявленского и Чаплыгина. Волгостроем стал называться и сам план сооружения самарского гидроузла. В 1930 году бюро были опубликованы два новых варианта Жигулёвского гидроузла с величинами напора у плотины в 15 и 20 метров, при этом мощность ГЭС составляла до 1600 МВт. В июне 1931 года при секторе капитальных работ Госплана СССР было организовано постоянное совещание по проблеме Большой Волги. Совещание создавалось для координации «…проводимых различными ведомствами, хозяйственными, научными и административными органами работ, связанных с использованием в энергетическом и транспортном отношении бассейна р. Волги…». Как отправная точка в разработке масштабного плана по реконструкции Волге на всём её протяжении были выбраны наработки «Волгостроя», поэтому бюро Средневолжского крайисполкома вскоре вошло в состав треста «Гидроэлектрострой» (позже — «Гидроэлектропроект») Энергоцентра ВСНХ СССР.
В период с 1931 по 1936 год разрабатывалось множество различных вариантов преобразования Волги, с этой целью проводились сотни заседаний и совещаний. В общей схеме «Большой Волги» постоянно менялось и количество входящих в неё гидроузлов и их параметры. Только до 1934 года на экспертизу Госплана поступило различных 14 проектов. При этом во всех схемах присутствовал Самарский гидроузел, которому уделялось особое внимание, ведь он находился бы на пересечении водных и железнодорожных магистралей рядом со значительными сырьевыми ресурсами и давал бы огромное количество дешёвой энергии. В 1936 году экспертная комиссия Госплана СССР во главе с Б. Е. Веденеевым утвердила схему «Большой Волги», по которой основной упор был сделан на крупные гидроузлы, с максимальным подпорным уровнем, что обеспечивало максимальную выработку энергии и судоходные глубины, хотя при этом и затапливались большие площади и наносился значительный ущерб рыбному хозяйству. По новой схеме «Большой Волги» Самарская ГЭС должна была иметь мощность 2700 МВт и выработку в 11,5 млрд кВт·ч в год. Строить гидроузел предполагалось в две очереди: сначала ГЭС мощностью в 700 МВт при плотине, затем ГЭС у Переволок мощностью 2000 МВт.
10 августа 1937 вышло в свет совместное Постановление СНК СССР и ЦК ВКП(б) № 1339 «О строительстве Куйбышевского гидроузла на реке Волге и гидроузлов на реке Каме». Было создано управление строительства Куйбышевского гидроузла (СКГУ), которое возглавил С. Я. Жук. Разработка проекта гидроузла также возлагалась на СКГУ, проектное задание должно было быть предоставлено в СНК СССР к 1 января 1938 года, технический проект к 1 мая 1939 года. В мае 1938 года проектное задание было представлено в СНК СССР. Был предложен вариант гидроузла со строительством ГЭС при плотине немного выше Куйбышева. В августе оно было рассмотрено специальной экспертной группой под председательством академика Б. Е. Веденеева. Однако и после рассмотрения проект значительно дорабатывался и изменялся, наиболее значительным стало очередное решение о необходимости строить две гидростанции, а не одну. Свои изменения в проект вносил, в том числе, лично Иосиф Сталин, 25 октября 1938 года давший указания о постройке трёх судоходных шлюзов: двух на спрямлении Волги у Переволок и одного при плотине на Волге у Красной Глинки. Объект строился силами заключённых Безымянлага
Проектное задание Куйбышевской ГЭС было утверждено постановлением ЦК ВКП(б) и СНК СССР «О строительстве Куйбышевского гидроузла» в 1939 году. В энергетический комплекс на Красной Глинке должна была войти гидроэлектростанция мощностью 2000 МВт, бетонные и земляные плотины, обеспечивающие напор в 27 метров, с двухпутной железной дорогой и двухниточным однокамерным шлюзом. В группу сооружений у Переволок должны были войти гидроэлектростанция мощностью в 1400 МВт, судоходный канал, с двухкамерным шлюзом в две нитки. Общий объём выработки электроэнергии был определён в 15 млрд кВт·ч в год. Работы по данному проекту были прекращены в 1940 году после решения о приостановке строительства Куйбышевского гидроузла.
К вопросу о строительстве Куйбышевской ГЭС вернулись после завершения Великой Отечественной войны. 30 июня 1949 года Совет Министров СССР принял постановление «О строительстве Куйбышевской гидроэлектростанции на р. Волге». Выполнение проектно-изыскательских и исследовательских работ возлагалось на институт «Гидропроект», которому предстояло к 1 октября 1950 года представить проектное задание, а к 1 января 1952 года технический проект ГЭС мощностью 1,7—2,0 млн кВт с выработкой электроэнергии в размере 8,6—9,6 млрд кВт·ч со сроком ввода в 1955 году. Также следовало предусмотреть создание магистрального и железнодорожного перехода через Волгу, создание судоходных глубин от Чебоксар до Астрахани не менее 3,2 метра.
Для составления проектного задания привлекались различные специализированные институты. «Гипроречтранс» занимался проектированием транспортного освоения водохранилища, ставропольского порта, судоремонтного завода, «Гипрогор» работал над временными и постоянными жилыми посёлками и районной планировкой, «Мосгипротранс» проектировал железнодорожный переход и подъезды к нему. Всего же наряду с «Гидропроектом» над составлением технического проекта трудилось около 130 проектных и научно-исследовательских института со всей страны. Для решения вопросов, требовавших увязки с местными условиями, и выполнения рабочих чертежей по отдельным объектам в Куйбышеве был создан филиал «Гидропроекта».
В октябре 1950 года проектное задание было представлено на рассмотрение экспертной комиссии в министерство электростанций и Госстрой СССР. По проекту в русловом здании ГЭС в новом створе, более благоприятном по геологическим условиям, должно было быть установлено 20 агрегатов с общей мощностью в 2000 МВт и выработкой в 11,3 млрд кВт·ч, от строительства ГЭС в Переволоках было решено отказаться. Проектное задание было утверждено летом 1951 года, установленную мощность приняли равной 2100 МВт, что обеспечивалось 20 гидроагрегатами по 105 МВт каждый. Средняя годовая выработка предполагалась в 10,7 млрд кВт·ч. За разработку проекта большая группа сотрудников «Гидропроекта» была удостоена Сталинской премии первой степени. Технический проект гидроузла был утверждён 12 мая 1956 года. В процессе строительства проект претерпевал некоторые изменения, в частности удалось увеличить мощность гидроагрегатов до 115 МВт и соответственно мощность всей ГЭС до 2300 МВт, а также увеличить напряжение силовых трансформаторов с 400 кВ до 500 кВ.

### Строительство
Подготовительные работы по строительству Куйбышевского гидроузла были развёрнуты в 1937 году. Для ведения строительства приказом НКВД от 2 сентября 1937 года был создан крупный лагерь — Самарлаг, просуществовавший до октября 1940 года. Численность заключённых в лагере постоянно увеличивалась, достигнув максимума 1 января 1939 года, когда в лагере находилось 36 761 человек. Заключённые были основной рабочей силой на стройке. С самого начала строительство гидроузла сталкивалось со значительными трудностями организационного характера. До 1939 года стройка велась без генерального плана, сметы и твёрдого объёма финансирования. Тем не менее, до консервации строительства в 1940 году удалось выполнить большой объём подготовительных работ — геологические изыскания, строительство дорог, жилья, производственной базы, ТЭЦ для энергоснабжения строительства. Учитывая большую капиталоёмкость и продолжительность строительства (пуск первых гидроагрегатов планировался на 1948 год) в условиях приближающейся войны, 24 сентября 1940 г. было принято постановление СНК СССР и ЦК ВКП(б) № 1780—741с «О строительстве Волго-Балтийской и Северо-Двинской водной системы и о консервации строительства Куйбышевского гидроузла», согласно которому строительство Куйбышевской ГЭС приостанавливалось на 3-4 года, а высвобождающиеся рабочая сила и материально-технические ресурсы направлялись на реконструкцию Волго-Балтийского и Северо-Двинского водных путей, а также строительство авиационных заводов и ТЭЦ в Куйбышеве.
Строительство Куйбышевской ГЭС было возобновлено (фактически, начато заново) по новому проекту в другом створе в 1949 году. Как и ранее, основной объём работ возлагался на заключённых, в связи с чем 6 октября 1949 года был образован Кунеевский исправительно-трудовой лагерь, ставший одним из крупнейших лагерей системы ГУЛАГа. Максимальная численность заключённых в Кунеевском ИТЛ была зафиксирована в 1954 году и составляла 46 507 человек. Примечательно, что в отличие от многих лагерей ГУЛАГа, свернувших свою деятельность после смерти Сталина, Кунеевский ИТЛ был ликвидирован только 12 марта 1958 года. Головной организаций по строительству станции стал специально созданный трест «Куйбышевгидрострой», его взаимоотношения с Кунеевским ИТЛ строились на договорах по выводу заключённых на контрагентские работы.
Подготовительный этап строительства гидроузла закончился 18 февраля 1951 года с началом земляных работ на основных сооружениях станции (начало выемки грунта из котлована и отсыпка перемычек). Первый кубометр бетона был уложен 30 июля 1955 года, максимальная интенсивность бетонных работ была достигнута в 1955 году. 30 июля 1955 года был начат пропуск судов через шлюзы, 31 октября того же года состоялось перекрытие Волги. Первый гидроагрегат был пущен 29 декабря 1955 года. Монтаж гидроагрегатов вёлся быстрыми темпами — в 1956 году были пущены 11 гидроагрегатов, в 1957 году — оставшиеся 8 машин. 10 июля 1957 года Куйбышевское водохранилище было заполнено до проектной отметки, 14 октября того же года с пуском последнего гидроагрегата станция достигла проектной мощности 2300 МВт. Основные строительные работы были завершены в 1957 году, 10 августа 1958 года состоялась торжественная церемония, посвящённая пуску ГЭС, с участием Н. С. Хрущёва. В октябре 1958 года приступила к работе правительственная комиссия по приёмке гидроузла в постоянную эксплуатацию, в мае 1959 года Совет министров СССР утвердил акт приёмки сооружений гидроузла.
В ходе строительства станции была произведена выемка 84 млн м³ и насыпь 78,3 тыс. м³ мягкого грунта, а также насыпь 3,3 млн м³ каменной наброски, дренажей и фильтров. Было уложено 7035 тыс. тонн бетона и железобетона, смонтировано 122,6 тыс. тонн металлоконструкций и механизмов

## Эксплуатация
Ещё до завершения строительства, 10 августа 1958 года Указом Президиума Верховного Совета СССР Куйбышевская ГЭС была переименована в Волжскую ГЭС имени В. И. Ленина. В 1957—1960 годах станция была крупнейшей ГЭС в мире, уступив этот титул Волжской ГЭС. В 1966 году станция выработала первые 100 млрд кВт·ч электроэнергии. За досрочное выполнение семилетнего плана по выработке электроэнергии и успешное проведение работ по комплексной автоматизации производственных процессов 14 сентября 1966 года гидроэлектростанция была награждена орденом Ленина.
В советское время был проведён ряд работ по модернизации станции. В 1962—1964 годах оборудование схемы выдачи мощности станции было переведено с напряжения 400 кВ на 500 кВ, с заменой обмоток трансформаторов. В 1965—1978 годах гидрогенераторы получили возможность работы в режиме синхронного компенсатора, была введена в эксплуатацию система регулирования частоты и активной мощности и комплекс системной противоаварийной автоматики. Внедрены подпятники генераторов с металлопластмассовыми сегментами. В 1979—1992 годах были поэтапно заменены трансформаторы и автотрансформаторы, в 1980—1997 годах проведена реконструкция гидрогенераторов с внедрением термоактивной изоляции.
В 1993 году Волжская ГЭС им. В. И. Ленина была выделена из состава Производственного объединения «Самараэнерго» в отдельное акционерное общество — ОАО «Волжская ГЭС имени В. И. Ленина», находящееся под контролем РАО «ЕЭС России». В ходе реформы РАО ЕЭС, с середины 2001 года ОАО «Волжская ГЭС» было передано под управление ОАО «Управляющая компания Волжский гидроэнергетический каскад», с декабря 2004 года перешло под контроль ОАО «ГидроОГК». 1 июля 2004 года Волжская ГЭС имени В. И. Ленина была переименована в Жигулёвскую ГЭС. 9 января 2008 года ОАО «Жигулёвская ГЭС» было ликвидировано путём присоединения к ОАО «ГидроОГК» (позднее переименованного в ПАО «РусГидро»), в состав которого Жигулёвская ГЭС вошла на правах филиала.

### Модернизация
Несмотря на проведённые в советское время модернизации, к началу 1990-х годов оборудование Жигулёвской ГЭС отработало более 30 лет и стало нуждаться в замене. Первые четыре гидротурбины были заменены на новые машины ПЛ-30/587-В-930 в 1999, 2004, 2005 и 2007 годах. Новые турбины имеют повышенную мощность, что позволило увеличить мощность станции на 20 МВт. В ходе дальнейшей модернизации устанавливались ещё более мощные турбины ПЛ-30/877-В-930, в 2009, 2011 и 2012 годах были заменены на новые по одной турбине, в 2013 и 2014 годах — по две турбины и в 2015, 2016 и 2017 годах — по три турбины. Одновременно поэтапно возрастала мощность станции, достигнув в 2019 году значения 2488 МВт. Таким образом, в результате модернизации мощность Жигулёвской ГЭС возросла на 188 МВт.
Помимо гидросилового оборудования, в 2005—2008 годах было заменено оборудование ОРУ-110 кВ, в 2004—2006 годах — ОРУ-220 кВ и в 2012—2018 годах — ОРУ-500 кВ. Также в 2003—2007 годах были смонтированы новые генераторные выключатели. Во всех этих случаях было использовано современное элегазовое оборудование. По состоянию на 2020 год велась замена гидромеханического оборудования — затворов водосливной плотины, решеток и затворов сороудерживающего сооружения, гидроподъемников и маслонапорных установок аварийно-ремонтных затворов гидроагрегатов.

## Жигулёвская ГЭС в филателии
- Почтовые марки СССР
- Великие стройки коммунизма — Куйбышевская электростанция, 1951
- Рабочее колесо турбины Куйбышевской ГЭС — вес 426 тонн, 1957
- Куйбышевская ГЭС, 1957
- XXI съезд КПСС: Волжская ГЭС им. В. И. Ленина, 1959